# Black Breath
Black Breath (engl. für Schwarzer Atem) ist eine US-amerikanische Crust-Punk-Band, die Einflüsse verschiedener Punk- und Metal-Subgenres in ihre Musik integriert. Gegründet in Bellingham, hatte die Band später ihren Ort in  Seattle.

## Geschichte
Die Band veröffentlichte im Jahr 2008 nach einigen Demo-Liedern ihre erste EP Razor to Oblivion auf dem bandeigenen Label Hot Mass, auf dem sie Hardcore Punk mit Elementen des Metal verband. Diese Veröffentlichung brachte Black Breath einen Plattenvertrag bei dem Label Southern Lord ein, welches im Anschluss die Wiederveröffentlichung und den Vertrieb der EP übernahm. Im Jahr 2010 erschien dort auch das Debütalbum Heavy Breathing, das von Kurt Ballou in dessen God City Studios aufgenommen wurde.
Die Band spielte Konzerte mit 3 Inches of Blood, Zeke, Himsa, Amorphis, The Accüsed, Toxic Holocaust, Pelican, Wolves in the Throne Room, Skeletonwitch, Sunn O))), Dirty Rotten Imbeciles, Entombed, Jungle Rot und Corrosion of Conformity. Im Mai und Juni 2009 tourte sie zusammen mit den Bands Victims und Trap Them sowie im Mai des Folgejahres mit Converge erneut durch die Vereinigten Staaten. Im November folgte eine Europatournee mit wechselnden Vorbands. Im März 2011 spielte die Band neben Morbid Angel, Agalloch, Obituary, Municipal Waste und weiteren Bands auf dem Scion Rock Fest in Pomona, sowie im Juli auf dem Sonisphere Festival in Knebworth und dem Tuska Open Air Metal Festival in Helsinki.
Im Dezember 2019 verstarb der Bassist der Band, Elijah Nelson.

## Stil
Die Band wird teils als Hardcore- und Crust-Punk-Band mit Metal-Einflüssen beschrieben. Andere Rezensenten sehen die Verhältnisse im Klang der Band umgedreht und im Speziellen eine Nähe zu schwedischen Death-Metal-Bands wie Entombed, Dismember, Carnage und Nihilist, die gleichfalls einen Crust-Einfluss aufweisen.

## Diskografie
- 2006: Demo '06 (Demoaufnahme, Eigenveröffentlichung)
- 2008: Razor to Oblivion (EP, Hot Mass)
- 2010: Heavy Breathing (Southern Lord)
- 2012: Sentenced to life (Southern Lord)
- 2015: Slaves Beyond Death (Southern Lord)